# Knochensplitter
Knochensplitter ist ein 2011 beim Verlag HarperCollins U.K. erschienener Kriminalroman von Stuart MacBride; der englische Originaltitel lautet Shatter the Bones. Der Roman wurde von Andreas Jäger übersetzt und 2012 als deutsche Erstausgabe vom Goldmann Verlag veröffentlicht. Es ist der siebte Roman der Logan McRae-Reihe.

## Inhalt
Nicht ein Mord-, sondern ein Entführungsfall hält Logan McRae und die Grampian Police in Atem. Jenny und Alyson McGregor, die Stars der Castingshow „Britain's Next Big Star“, sind verschwunden. Die Entführer wenden sich direkt an die Öffentlichkeit. Es wird keine Summe für ein Lösegeld genannt, doch die Bevölkerung – insbesondere die Zuschauer und Fans von BNBS – sollen Geld spenden. Wenn eine nicht genannte Summe nicht erreicht wird, bevor eine festgesetzte Frist abläuft, sollen Mutter und Tochter McGregor sterben. Um ihrer Forderung Nachdruck zu verleihen, erhält die Polizei den abgetrennten großen Zeh eines kleinen Mädchens. Die Polizei tritt angesichts der Professionalität der Entführer lange auf der Stelle und hat auch noch Superintendent Green von der SOCA, der „Serious Organised Crime Agency“, am Hals.
Die Ermittler konzentrieren sich bei ihren Ermittlungen sowohl auf die polizeilich bekannten Pädophilen als auch auf Alysons Studienkollegen. Logan hat derweil den Drogendealer Shuggie Webster am Hals. Dieser droht ihm mehrmals Konsequenzen an, falls er von Logan nicht die bei einer Razzia beschlagnahmten Drogen zurückerhält. Eines Nachts wird auf Logans Wohnung ein Brandanschlag verübt und als er sich mit seiner Freundin Samantha über das Fallrohr der Regenrinne aus dem dritten Stock in Sicherheit bringen will, stürzt Samanta in die Tiefe, erleidet mehrere Knochenbrüche und innere Verletzungen sowie ein schweres Schädel-Hirn-Trauma. Logan verdächtigt sofort Shuggie Webster und wendet sich in seiner Verzweiflung an den schwerkranken Aberdeener Gangsterboss Wee Hamish Mowat. Mowat, der Logan gern als Nachfolger an der Spitze seines „Unternehmens“ sähe, lässt Webster durch seinen Mitarbeiter John Urquhart aufspüren. Mit dem gefesselten Webster allein in einem Lagerhaus in Dyce, vergisst Logan seine Prinzipien und seinen Beruf als Polizist und lässt seine Wut und seinen Schmerz über Samanthas schwerste Verletzungen an dem Drogendealer aus. Nach unzähligen Tritten und schweren Schlägen kann Webster jedoch seine Unschuld im Fall der Brandstiftung glaubhaft machen. Da Logan Webster nicht töten möchte, um ihn damit endgültig zum Schweigen zu bringen, rechnet er bereits mit dem Ende seiner Laufbahn als Polizist. Webster bewahrt über diese Vorkommnisse jedoch Stillschweigen, nachdem er von Mowats Mitarbeiter Urquhart massiv bedroht wurde. Zudem verrät er mehrere seiner Lieferanten und bei einer anschließenden Razzia findet die Polizei Drogen im Wert von einer halben Million Pfund und kann zwei Lieferanten Websters festnehmen. Statt eines Disziplinarverfahrens und einer unehrenhaften Entlassung erhält Logan eine vorübergehende Beförderung vom Detective Sergeant zum Detective Inspector, um seinen verletzten Kollegen DI McPherson zu vertreten.
Nachdem Logan auf einem der Erpresservideos entdeckt hat, dass die Namensschilder der vermummten Entführer im Zusammenhang mit den Schauspielern Tom Baker, Sylvester McCoy und David Tennant stehen könnten, nehmen die Ermittlungen endlich Fahrt auf. Stephen Clayton, einer von Alysons Studienkollegen, ist großer Doctor-Who-Fan und Baker, McCoy und Tennant sind einige der Schauspieler, die in der Serie den Doktor verkörperten. Zu diesem Zeitpunkt haben bereits zwei weitere Studenten Selbstmord begangen. Im Zimmer der toten Davina Pierces findet Logan auf einem der Werke der Hobbyfotografin ein Gebäude im Gewerbegebiet Farburn, das verblüffende Ähnlichkeit mit dem Gebäude hat, das man auf einem der Erpresservideos sieht. Vor Ort versucht Superintendent Green im Alleingang das Gebäude zu stürmen. Der letzte verbleibende Entführer verletzt Green mit einem Messer, bei einem Handgemenge schießt Alyson mit Greens Waffe auf den Entführer und verletzt diesen schwer.
Als Alyson mit ihrer Tochter Jenny nach Hause zurückkehrt, wird sie von ihrer Stalkerin Beatrice Eastbrook vor den Augen der Öffentlichkeit mit einem Messer angegriffen und tödlich verletzt. Es stellt sich heraus, dass Alyson die Entführung gemeinsam mit ihrem Manager Gordon Maguire – der Entführer, der von ihr niedergeschossen wurde – geplant hatte. Unterstützung bekam sie von Kommilitonen aus den Fachgebieten Informatik und Kriminalistik. Mit Ausnahme von Maguire bleibt jedoch niemand am Leben. Die Mittäter ermorden sich gegenseitig, um ihren eigenen Anteil am Lösegeld zu erhöhen oder begehen Selbstmord. Es stellt sich heraus, dass Craig Petersen – einer der Entführer – den Brandanschlag auf Logans Wohnung verübte. Nach einem längeren Verhör glaubte dieser, Logan und die Polizei wären den Entführern schon auf der Spur, und so wollte Petersen Logan unschädlich machen. Petersen begeht jedoch auch Selbstmord, indem er die Abgase in den Innenraum seines Fahrzeugs leitet.

## Kritiken
“The protagonist of the book series, DS Logan McRae, is haunted by crimes past and present while he juggles the needs of the main investigation and the on-going, more regular crimes of Aberdeen’s roughest streets. Ultimately, he faces a choice between expediency and the law.”

„DS Logan McRae, der Protagonist der Reihe, wird von alten und aktuellen Kriminalfällen heimgesucht, während er zwischen der Hauptermittlung und den andauernden, gewöhnlichen Verbrechen auf Aberdeens berüchtigsten Straßen jonglieren muss. Schließlich steht er vor der Entscheidung zwischen Zweckmäßigkeit und dem Gesetz.“

## Allgemeines
Im Buch wird ein Gedenkgottesdienst beschrieben, bei dem MacBride unter anderem Robbie Williams und Katie Melua Jenny und Alysons Song Wind beneath my Wings singen lässt, um zusätzliche Spenden für das Lösegeld zu sammeln. Zum Gottesdienst erscheinen weitere Prominente, darunter Ewan McGregor, ein Protagonist aus EastEnders, „Melanie“ aus Coronation Street und einer der Stars der BBC-Serie Cash in the Attic.